# Sweet Power
Sweet Power，日本知名藝人經紀公司，1996年創立。旗下簽約藝人以演員及模特兒為主。

## 簡介
Sweet Power於1996年11月設立，簽約演員以女性為主。與其他演藝經紀公司相較，雖創設年數較短，但如內山理名、堀北真希、黑木梅沙、桐谷美玲等人於日本電視劇及電影多次擔綱重要角色甚或主演，其星探挖掘制度亦在同業間頗為知名。另，旗下亦出版以女大學生和年輕OL為顧客導向的赤文字系雜誌。
Sweet Power旗下所屬藝人多數為女性，其後成立新人演員部門「Spice Power」，其中如高杉真宙亦於2014年後關注度漸增。

## 旗下藝人
| - 內山理名 - 黑木梅沙 - 長見玲亞 - 桐谷美玲 - 櫻庭奈奈美 - 高月彩良 - 川島鈴遙 - 松風理咲 - 市原菜夏 - 荒木飛羽 - 松下航大 - 森山瑛 - 松田悠我 - 長島令玖 - 堀野內智 - 澤井美空 - 黑木梅沙 - 金泰希 - 櫻庭奈奈美 - 知英 |

## 已離開的藝人
- 堀北真希（2017年引退）
- 高杉真宙(2020年退所獨立)
- 有坂來瞳（日语：有坂来瞳）(2020年退所)
- 佐倉花怜（日语：佐倉花怜）(2018年退所)
- 宮武祭（日语：宮武祭）(2016年退所)
- 宮武美桜（日语：宮武美桜）(2015年退所)
- 春花（日语：春花）(2016年退所)
- 岡田健史(2022年8月31日發表與所屬事務所提前解約，以本名「水上恆司」繼續演藝活動。)

## 外部連結
- 官方網站* S・P・M（页面存档备份，存于）
- SweetPower International（页面存档备份，存于）
- Spice Power（页面存档备份，存于）
- Sweet Power的X（前Twitter）